# Filipo de Opunte
Filipo de Opunte ou Fílipos de Opus (em grego: Φίλιππος ὁ Όπούντιος) foi um antigo filósofo grego do séc. 4 a.C. nascido na antiga cidade de Opunte, Grécia.

## Obra
Filipo foi membro da Academia de Platão e, além disso, teria sido secretário e confidente de Platão, sendo que, depois da morte do mestre, foi o responsável por editar as Leis, em razão de ser o melhor conhecedor dos textos póstumos de Platão.
Diógenes Laércio afirma que Filipo transcreveu as Leis e é autor da obra Epínomis. Essa obra preencheria uma lacuna deixada por Platão nas Leis. Neste diálogo, diferentemente do que ocorre em A República, em que a ideia do bem ocupa lugar central (Parte II, VI), Platão relaciona a ideia do bem como conteúdo da cultura do governante ou regente, mas não a explicaria. Filipo escreveu Epínomis como complemento das Leis, procurando suprir essa parte referente à educação do governante.

## Filipo, o astrônomo
Porque ele é identificado na Suda como um astrônomo, é geralmente assumido que Filipo da Opunte e Filipo de Medma  são a mesma pessoa, (também chamado Filipo de Mende) que foi um astrônomo e matemático e um discípulo de Platão. Filipo de Medma é mencionado por vários escritores antigos, como Vitrúvio, Plínio, o Velho, Plutarco, (que afirma que ele demonstrou a figura do Lua), Proclo, e Alexandre de Afrodísias. Suas observações astronômicas foram feitas no Peloponeso e Lócris Epicefíria (onde Opunte era a cidade principal), e foram usadas pelos astrônomos Hiparco, Gêmio de Rodes e Ptolomeu. Estêvão de Bizâncio diz que Filipo escreveu um tratado sobre os ventos.